# Ulica Starokačalovskaja (stanice lehkého metra v Moskvě)
Ulica Starokačalovskaja (Улица Старокачаловская) je jednou ze stanic moskevského metra. Pojmenována je podle přilehlé ulice.

## Charakter stanice
Ulica Starokačalovskaja byla otevřena jako součást jediného a prvního úseku Butovské linky 27. prosince roku 2003. Je spojena se stanicí Bulvar Dmitrija Donskogo a mezi oběma stanicemi je tak umožněno jednoduše přestupovat. Nástupiště jsou boční; mezi ně je vložené ještě nástupiště navazující deváté linky (obě stanice tedy fungují jako přestupní křížového typu, jako například Kitaj-gorod. Kolejově jsou obě stanice spojeny z jižního směru dvěma jednosměrnými kolejovými přejezdy.